# Hästsjukdomar
Hästsjukdomar är sjukdomar som drabbar hästar. Se även hästmedicin.
Här nedan återfinns de i Sverige vanligast förekommande hästsjukdomarna.

## Hudsjukdomar

### Ohyra (ektoparasiter)

#### Löss
Särskilt under eftervintern och våren då hästarna är långhåriga kan de angripas av löss. En drabbad häst får klåda som gör att den biter sig i flankerna och skrubbar sig mot box- eller spiltväggarna. Det finns då risk för att inflammationer uppstår i huden. Hästen smittas direkt eller indirekt genom till exempel ryktdon, borstar, sadel eller annan utrustning. Ett vanligt behandlingssätt är schamponering med ohyreschampo för häst. Efter avlusning bör stallet och hästutrustningen desinfekteras.
- Blodsugande löss (Haematopinus asini)  är cirka 2 till 4 mm långa och förekommer oftast hos unga hästar eller hästar i dålig kondition och kan hos unghästar ge avmagring och blodbrist.

- Pälsätande löss (Damalinia equi) är cirka 2 mm långa. De suger inte blod utan angriper pälsen på hästen och drabbar främst långhåriga hästar som till exempel islandshästen. Tydliga symtom är håravfall, oro, rastlöshet, hårlösa fläckar, klåda, hudirritation, skrubbsår och sår med sekundärinfektioner.

#### Kvalster
- Röda hönskvalster (Dermanyssus gallinae) är en vanlig parasit hos tamhöns och förekommer även bland vilda fåglar. Arten är upp till 1 mm stora. Hästar är mycket känsliga för röda hönskvalster (de drabbas av svår klåda) och av den anledningen bör tamhöns och hästar aldrig hållas i samma byggnad. Eftersom röda hönskvalster kräver fågelblod för sin reproduktion är den viktigaste åtgärden vid angrepp hos häst att avlägsna källan för parasiten.

#### Skabb
Skabb orsakas av små skabbdjur som lever i hästens hud.
- Fotskabb (Chorioptes bovis) förekommer framförallt hos hästar med långt hovskägg. Man hittar den oftast på hästens bakben. Den ger en svår klåda som kan medföra att hästen trampar sönder sig med risk för sekundärinfektioner. Den smittas genom direktkontakt mellan hästar.

- Äkta skabb (Psoroptes equi) lever i hästens hud. Den lyder under epizootilagen vilket innebär att man måste anmäla till jordbruksverket vid smittad häst. Symtom är svår klåda varvid sekundärinfektioner kan uppstå, håravfall, rodnad hud, små knottror och blåsor i huden. Äkta skabb syns framförallt på halsen, kring huvudet och sprider sig till hela kroppen. Behandling sker av veterinär.

Utanför Sverige finns även andra arter av skabb och man måste därför vara uppmärksam på detta när man importerar en häst så att dessa inte följer med till Sverige.

#### Fästingar
Fästingar hör till gruppen spindeldjur och är närmare släkt med kvalster. Det finns 11 olika fästingarter, varav Ixodes ricins är den vanligaste. 
Den biter sig fast i hästens hud för att suga blod, och hoppar sedan av för att antingen lägga ägg eller utvecklas. Smittoämnena för borrelios och ehrlichios finns i fästingens tarmkanal och sprids med fästingens saliv när den biter sig fast och suger blod. Kontakta veterinär vid misstanke om sjukdom. Avlägsna alltid fästingen direkt efter upptäckt. Använd gärna pincett eller fästingplockare och se till att inget finns kvar. Tvätta efteråt med desinfektionsmedel.
- Borrelios ger sannolikt inga kliniska symtom hos häst i Sverige[1]

- Ehrlichios kan ge en dålig aptit och hög feber. Benen svullnar, hästen blir stel och ovillig att röra på sig och den tappar vikt snabbt. Vid lindrig ehrlichios kan hästen ha hosta som inte ger med sig, samt vara snorig, det vill säga förkylningssymtom. Då behandlingen är ganska kraftig görs den bara i nödfall. Fästingen ses som ett litet djur, färg från orange till grå, som sitter fast i huden. Den kan också ses som en liten rund spindellik insekt som kryper omkring i pälsen.

### Mugg och rasp
Mugg är ett gemensamt namn på hudinflammationer på hästens extremiteter vid karleden och runt kotleden. Om det angripna området sträcker sig över kotleden och uppåt skenan benämns det rasp. Det vanligaste symtomen vid mugg är sårskorpor i karlederna. Små sår, värme, rodnad och svullnad i det påverkade området kan också ses. Mugg orsakas av att hudens barriär skadas, exempelvis av fuktig miljö, små sår, fotosensitivitet eller fotskabb. Den skadade huden infekteras sedan lätt av bakterier. Huden i karleden är tunn och därför extra känslig. Lindrig mugg kan behandlas av hästägaren själv genom tvätt med antibakteriellt schampo innehållande exempelvis klorhexidin 2-4 % som får verka 10 minuter och därefter handdukstorkas området. Om hästen har tjocka krustor kan dessa först lösas upp med salicylsyrevaselin som får verka under en halvtimme. Efter behandlingen kan antibakteriellt medel utan antibiotika som exempelvis alkogel eller medicinsk honung appliceras. I svårare fall, om hästen uppvisar smärta eller om hästen ej svarar på behandling hemma bör veterinär undersöka hästen och sätta in lämplig behandling.
Fotskabb kan ibland sekundärt ge upphov till mugg. Symtom på fotskabb är svår klåda, hästen trampar ideligen och huden är mjällig på angripna områden.

### Ringorm
Ringorm är en svampinfektion i huden. Den visar sig som runda och hårlösa fläckar av en enkronas storlek men även större och ibland uppträder klåda. Fuktigt väder gynnar spridningen. Ringorm är mycket smittsam och kan överföras till andra djur och människor. Unghästar är mest känsliga, medan en häst som har haft ringorm anses därefter ha ökad immunitet. Vid misstänkt ringorm bör veterinär omedelbart kontaktas.

## Sjukdomar i rörelseorganen

### Överansträngning av leder
När en led överansträngs orsakar detta en skada som kan drabba en ledkapsel, skelettdelarna omkring leden och ledbrosket. Symptom på överansträngning är hälta, värme över leden och svullnad på grund av mera ledvätska. 

### Hovböld
Hovböld är en varhärd som uppstår i hovens läderhud på grund av exempelvis sömtryck, spiktramp eller sprickor i sulan. Bölden mognar vanligen efter några dagar och orsakar svår hälta. Hoven blir varm med ökad puls och ibland kan benet svullna. Man kan lokalisera ömheten i hoven till ett visst ställe med hjälp av en visitertång. Veterinär eller hovslagare ska öppna eller ta bort varhärden. Hovbölder är varansamlingar i hovsulan. Trycket som bölden orsakar gör att köttsulan ömmar kraftigt och hästen blir halt. Oftast borrar man hål i sulan och dränerar ut bölden så att trycket mot köttsulan avtar.
Dränerar man inte bölden så vandrar den längs med lamellranden och dränerar sig själv uppe vid kronranden.
Detta tar längre tid och hästen är halt ganska lång tid. Dessutom blir oftast hovens hornkapsel skadad av detta och man får en tillfällig, vågrät hovspricka som i sin tur kan ställa till bekymmer.

### Fång
Fång är en sjukdom hos hästar där hoven har inflammerats och vävnadsvätska har utgjutits vilket medfört sämre sammanbindning mellan läderhuden och hornkapseln. Hästen blir halt och får svårt att röra sig. En häst som har fått fång brukar ofta stå i så kallad fångställning. De avlastar då framhovarna genom att hålla dessa framför sig och väger sin vikt på bakhovarna. 
I svårare fall leder sjukdomen till deformation av hovarna och den är mycket smärtsam. Trots forskning i ämnet har man inte klargjort orsaken. Man tror att en av de vanligaste orsakerna är att hästen har ätit för mycket kolhydrater. Om den äter för mycket spannmål hinner inte tunntarmens enzymer spjälka all stärkelsen. Den rinner då vidare till grovtarmen där den jäses av bakterierna. Det bildas för mycket syra och pH-värdet i tarmen sjunker. Detta leder till att bakterierna dör och giftiga ämnen frigörs som sedan tas upp av tarmslemhinnan. Dessa gifter orsakar sedan en inflammation i hovarna. Forskarna är inte säkra på hur detta går till. Men de har övergivit teorierna om att proteiner orsakar fång. I gräset finns det en annan kolhydrat, fruktan. Den liknar stärkelse men kan inte brytas ner av kroppens enzymer i tunntarmen. Den fortsätter därför till grovtarmen och om hästen har ätit mycket fruktanrikt gräs blir det ett liknande förlopp som med havre. Men det finns även andra orsaker som utlöser fång, efter en förlossning, vid felaktig utfodring och vid hård eller långvarig ansträngning. Upprepad kortisonbehandling kan också öka benägenheten hos en häst att få fång. Det finns även en bevisad koppling mellan fetma och fång och mindre ponnyer och äldre hästar har ofta lättare att få fång. Det finns även studier som visar att hästar med övervikt har lättare att få fång. Forskarna tror att det finns ett samband mellan insulinresistens och fång. 
Veterinär ska alltid omedelbart kontaktas vid misstänkt fång. Ett akut fånganfall har ofta ett drastiskt förlopp. Hästen svettas, har hög feber och allmäntillståndet är kraftigt påverkat. Rörelseförmågan är starkt nedsatt. En fånghäst sätter ofta bakbenen långt under sig och rör sig med stelt sträckta framben. Alla hästar som får fång står inte i denna fångställning. Hovarna är varma och hästen har mycket ont i hovarna. En häst som har fång under en längre period kan även få problem med benen långt efteråt, då fångställningen är slitande och påfrestande för hästens leder och muskler. 
Hästen bör stallas in på så mjukt och svalt underlag som möjligt. Inget foder förrän veterinär har undersökt. Underlag som rekommenderas är sand, spån, halm och torv. Bäst är dock sand och underlaget ska gärna vara fuktat och så kallad djupbädd, att man lägger på mer strö än normalt för att göra det så mjukt som möjligt. 
Förebyggande råd:
Vänj alltid hästen långsamt vid ett nytt foder och gräs. En häst som har haft fång bör inte äta foder som innehåller stärkelse, till exempel spannmål. Hos äldre hästar bör man se över tänderna och vara noggrann med hovvården både före och efter betet. Undvik upprepade kortisonbehandlingar, och behandla aldrig fång med kortison.

### Spatt
Spatt är kronisk inflammation i hasleden hos häst. Spatt orsakar ofta benpålagringar på den nedre delen av hasen, en så kallad spattknöl. Det är ofta de två nedre av hasens fyra leder som drabbas. Vanligen, men inte alltid, drabbas båda hasorna. Orsaken till spatt brukar anses vara överansträngning av leden. En häst med spatt har ofta en ganska "knyckig" gång med bakbenen. 
Spatt är en kronisk torr inflammation i hasleden med nedsmältningsprocesser i ledytorna och benpålagringar i ledkanterna, i de flesta fall på hasens inre främre del (så kallad spattknöl). Hasen består av fyra leder och det är oftast de två nedersta lederna som drabbas.
Spatt är en progressiv ledinflammation orsakad av upprepade kompressioner (sammantryckningar) och rotationsrörelser. De nedre lederna som oftast drabbas, är så kallade glidleder och inte direkt involverade i böjrörelsen av bakbenet - till skillnad från den översta leden, som har störst betydelse för hasens totala rörelse. Det är tur eftersom sjukdomen alltid resulterar i en sammanväxning (fusion) av lederna (och därför ingen smärta förenad med rörelse).
Fusionen medför alltså att två benbitar växer samman och leden upphör att existera och kan inte medverka till hasens rörelse över huvud taget. Den hälta som uppstår vid spatt och som förvärras ju längre spattförloppet fått fortskrida, minskar när de berörda lederna väl har vuxit ihop för att slutligen i stort sett upphöra helt.
Det är vanligast att båda hasorna drabbas, men ensidig spatt förekommer.
Det råder många skilda meningar hos veterinärer och annat kunnigt hästfolk, om varför vissa hästar drabbas. En vanlig mening är att spatt är en följd av överansträngning av bensystemet, ofta i kombination med exteriörfel och dålig uppfödning. Unghästar med dålig mineraltillförsel kan drabbas av spatt. Anlag för spatt kan nedärvas i form av exteriörfel.
En teori är att spatt är hästens eget sätt att försvara sig mot något som gör mycket ont. Genom att leden växer samman förhindras rörelsen i hasen och smärtan (till exempel muskelsmärtan) försvinner.
Hos Islandshästar är spatt ärftligt.

### Strålröta
Strålröta är en svampinfektion på hornet i hästens hov eller oftast i strålen. Den finns oftast i sido- och mittstrålfåran vid strålen i hästens hov, men kan även angripa andra delar av hoven. Vid strålröta mjuknar hornet och blir mjukt, geggigt och luktar illa. Det är ofta inte bara en hov, utan flera hovar som är angripna samtidigt. Om man inte behandlar strålröta kan hästen bli halt. Strålröta drabbar oftast hästar som står på blöta och/eller smutsiga bäddar. Det kan också bero på att hästen går i leriga hagar utomhus.
Förebyggande för strålröta:
Det första man ska göra är att se till att hästens bädd hålls ren och torr. Kratsa hovarna noga och gärna spola rent hovarna med vatten för att hålla bort bakterier och svamp, spola dock inte karleden då detta kan leda till andra sjukdomar så som mugg på grund av att karleden då kommer att vara fuktig hela tiden och det trivs streptokocker att leva i. Viktigast av allt är att inte göda svampen - ge inte spannmål eller betfor i onödan utan gärna enbart hö/hösilage då svampen livnär sig på socker i blodet. I hoven finns gott om blodkärl ner till kötthoven så allt socker som går ut i blodet passerar där och gör det lättare för svampen att överleva.
Behandlingar:
- Tjära: smetas direkt på det angripna området, gärna hela hoven men dödar dock även levande vävnad till viss del.
- ÄCV-lösning (äppelcidervinäger): 2 dl ÄCV i en sprayflaska och 8 dl vatten, dödar inte levande vävnad och kan behandlas direkt på hoven kontinuerligt utan vidare bieffekter. 10 spray på hela hoven speciellt på det angripna området vid sjuk hov, annars 3-5 spray i sido- och mittstrålfåran året om för att hålla svampen borta.

## Luftvägssjukdomar

### Hästhosta
Hosta hos häst kan bero på virus, bakterier, damm, kvalster och annat. Hästar kan även börja hosta om de utvecklar en allergi mot damm, hö eller halm.

### Hästinfluensa
Hästinfluensa är en virussjukdom som är mycket smittsam. Viruset kan överföras både direkt och indirekt, det vill säga även via redskap och kläder. Om hästen smittats med hästinfluensa måste detta anmälas till jordbruksverket enligt epizootilagen.

### Kvarka
Kvarka (eng. Strangles) är en endemisk infektionssjukdom som är mycket smittsam. Den orsakas av bakterien Streptococcus equi, som framförallt angriper lymfkörtlarna runt struphuvudet och under käken på hästen. Om hästen blir smittad med kvarka måste detta omgående anmälas till veterinär eftersom sjukdomen är anmälningspliktig.
En häst som har kvarka har feber, och det rinner ett illaluktande och kraftigt slem ur hästens näsborrar. Körtlarna mellan ganascherna kan bli väldigt svullna och brista, vilket bland annat kan leda till att det börjar rinna tjockflytande var ut genom dem. Hästen kan även få svårt att andas och att äta eller dricka. Om man just har varit i ett stall med kvarka är det viktigt att man tvättar all sin utrustning och kläder, eller köper nytt.
Vissa hästar som tillfrisknat efter en kvarkainfektion har kvar bakterien i kroppen och blir symtomfria bärare s.k tysta smittbärare. Dessa hästar kan sprida smittan vidare utan att visa symtom på sjukdom.
Behandling: 
Det var som rinner ut genom näsborrarna eller bölder innehåller mycket bakterier, och hygien är därför mycket viktig i ett stall där någon häst har drabbats av kvarka. När en böld spricker på hästen brukar dess tillstånd förbättras.
I vissa fall av kvarka kan antibiotika vara verksamt. De flesta hästar som drabbas av kvarka överlever dock men mycket vila är viktigt och stallet ska isoleras.
Äldre hästar som tidigare i livet har haft kvarka har visat sig ha en viss motståndskraft mot kvarka, enligt norska veterinärinstitutet, men den är inte så stor att man kan säga att de uppnår immunitet.
Vaccin: Den 16 augusti 2021 beviljade EU-kommissionen marknadsföringstillstånd för vaccinet Strangvac® i hela Europa som behandling mot kvarka. Ett godkännande i UK väntas under innevarande kvartal och den Amerikanska marknaden år 2022.

### Kvickdrag
Kvickdrag är en lungsjukdom som oftast är följd av bronkit, allergi eller även hästinfluensa. Sjukdomen uppträder då allergi eller sjukdom har förstört alveolerna (lungblåsorna) i hästens lungor. En häst som har kvickdrag har oftast ansträngd andning, oftast med dubbel utandning och en otroligt torr och skrällig hosta. Den ansträngda andningen gör att hästens syreupptagningsförmåga minskar och hästen kan tappa hull och ha svårt att arbeta. Ibland kan även hästen bli snorig. Hästar som har haft kvickdrag en längre tid kan ibland få en framträdande rand på undersidan av buken då hästens bukmuskler blir förstorade på grund av ansträngningen. Kvickdrag är obotlig men med medicinering och god hästhållning kan hästen nästan bli symptomfri. 
Behandling: 
För hästar med lindrigt kvickdrag krävs god stallmiljö, bra foder och mycket utevistelse. En utebox kan göra att symptomen nästan helt försvinner, speciellt under varma årstider. Hästen bör inte arbeta hårt utan ridas lättare.

## Mag- och tarmsjukdomar

### Inälvsparasiter
Hästen är värddjur för en rad olika inälvsparasiter. Många av dem stör dock lyckligtvis inte djurens hälsa. De lever av den fodermassa som passerar hästens tarm och försämrar på så sätt hästens egen näringsupptagning. Vissa typer av parasiter (som i dagligt tal kallas "mask") bildar också ämnen som kan vara skadliga för hästen. Hästen får med tiden en viss immunitet och därför är föl och unghästar mer utsatta och drabbas allvarligare än vad vuxna djur gör. Detta gäller dock inte bandmask där äldre hästar är mer utsatta.
De vanligaste inälvsparasiterna är:
- Små och stora blodmaskar
- Spolmask
- Bandmask
- Styngflugans larver
- Fölmask (trådmask)
- Lungmask

### Tunntarmsomvridning
Tunntarmsomvridning även kallad kolik orsakar kraftiga koliksymptom och är för hästen en väldigt smärtsam sjukdom; tunntarmen vrider sig ett helt varv eller mer. På så vis stängs blodkärlen till tunntarmen av och kan på så vis inte förse tarmen med blod. Gifter frigörs och tas upp av bland annat bukhinnan, vilket gör att allmäntillståndet störs. 
Symptomen är att hästen rullar sig, kastar sig, är orolig och svettas. Pulsen stiger till 80-100 slag per minut och slemhinnorna blir missfärgade. Hästen blir även snabbt uttorkad. 
Behandling: 
För att hästen ska kunna räddas är det veterinärvård som krävs, då hästen dör efter 8-16 timmar beroende på hur mycket tarmarna vridits.

### Grässjuka
Grässjuka är en sjukdom, ofta med dödlig utgång. Det finns lite forskning i ämnet och man har inte klargjort orsaken. Symptomen är kolikliknande. Det är en allvarlig, oftast obotlig sjukdom som drabbar framför allt betande hästar. Sjukdomen kan uppträda hela året, men de allra flesta fall ses under april, maj och juni. Sjukdomen uppträder i en akut, subakut eller kronisk form. Hästarna visar symptom i form av kolik, ökad hjärtfrekvens, muskeldarrningar, fläckvis svettning, sväljningssvårigheter, minskade tarmrörelser, utspänd buk, viktförlust samt, i vissa fall, plötsliga dödsfall. 
Hästar som drabbats av den milda kroniska formen kan överleva med understödjande vård, men både den akuta och subakuta formen är obotlig. Flera olika teorier om orsaken till sjukdomen har föreslagits. Den mest spridda har varit ett gift som producerats av en svampsort (mjöldryga), men även vitamin- eller mineralbrist, insekter, olika virus, vitklöver, giftiga växter samt bakteriegifter har föreslagits. Enligt de senaste rönen är orsaken sannolikt ett gift som produceras av bakterien Clostridium botulinum. Bakterien finns i jorden. Den producerar ett nervgift, typ B, som ger upphov till botulism, vilket kan drabba hästar som äter hösilage. När det gäller gräsbetessjuka producerar bakterien en annan typ av nervgift, typ C. Giftet påverkar och bryter ned nervcellkärnorna i det icke viljemässigt styrda nervsystemet, främst då i mag-tarmkanalen. Giftet finns sannolikt inte i marken, utan bildas lokalt i tarmen hos infekterade hästar under vissa omständigheter. Man har påvisat både detta gift och bakterien hos drabbade hästar.
Drabbade hästar har även visat sig ha lägre antikroppsnivåer mot giftet än friska kontroller i studierna. Det finns inget vaccin mot sjukdomen (typ C), men däremot mot botulism (typ B). Unga hästar (under fem års ålder) löper större risk att drabbas än äldre hästar. Den högsta sjukdomsfrekvensen ses hos hästar mellan fyra och fem år gamla. Valacker och hingstar verkar drabbas oftare än ston. Risken ökar också ju fler hästar som vistas på betet. Mekanisk mockning av hagarna förefaller också ge en ökad risk, sannolikt på grund av markytan rivs upp och sprids runt. Grävningsarbeten eller liknande på betet ger en ökad risk av samma orsak. Handmockning verkar däremot minska risken. Sambete med idisslare förefaller minska risken, medan däremot fåglar på betet, till exempel en hönsgård i närheten, ger en ökad risk. Återsådd av betet inom den senaste fem åren ökar troligen risken, medan återsådd längre tillbaka än så förefaller ge ett ökat skydd.
Klippning av gräset förefaller ge en minskad risk för hästarna. Olika sorters jord verkar också spela in. Risken för hästarna att drabbas tros vara lägre om de betar på kalkrik jord eller lerjord. Detta beror på att dessa jordtyper är mer kompakta och har högre vatteninnehåll, och därmed har daggmaskar och mullvadar svårare att bearbeta marken. Hästar som utfodras med konserverat foder, till exempel hösilage, kan ha ett bättre skydd mot grässjuka, då de i analyser visat sig ha en högre halt antikroppar mot giftet i blodet. Foderbyte, oavsett om det gäller en ökning av fodergivan eller byte av fodermedel, inom 14 dagar före betessläpp på ett drabbat område ökar risken för sjukdom, troligen på grund av miljön i hästens tarm påverkas, vilket i sin tur kan göra att bakterierna lättare kan växa till eller börja producera gift. Man har inte kunnat påvisa något samband med olika väderlek eller temperaturer, vare sig i luften eller marken/gräset. 
Det är svårt att ge några generella råd. Unghästar bör inte beta där smitta konstaterats. Risken är troligen lägre på sensommaren och hösten än på våren. Det kan dock aldrig ges några garantier, inte minst eftersom så lite är känt om smittämne och spridning. Var och en måste själv avgöra vilken risk man är beredd att ta.